# Friedrich Johann von Alvensleben
Pour les articles homonymes, voir von Alvensleben.
Friedrich Johann von Alvensleben (né le 9 avril 1836 à Erxleben, mort le 16 septembre 1913 dans la même commune) est un diplomate prussien.

## Biographie
Friedrich Johann von Alvensleben vient de la famille von Alvensleben et naît au château d'Erxleben. Il est le deuxième fils de Ferdinand d'Alvensleben. Son frère aîné est Frédéric-Joachim d'Alvensleben, administrateur de l'arrondissement de Neuhaldensleben. Sa sœur, Margarethe von Alvensleben (de), sera abbesse d'Heiligengrabe de 1893 à sa mort en 1899. En 1897, il épouse Pauline von Roeder (1842-1914), la veuve du général Rudolf von Winterfeldt (de) ; le couple n'a pas d'enfant.
Alvensleben obtient l'abitur au lycée de Halle-sur-Saale puis étudie le droit à Bonn (il est membre de la Corps Borussia Bonn) et Berlin et, après un travail comme référendaire, rejoint le service diplomatique en 1861 en tant qu'attaché à Bruxelles. Il est secrétaire de légation (de) à Stuttgart, Munich, Dresde, Saint-Pétersbourg et Washington. En 1871, il est nommé au bureau spécial du chancelier Otto von Bismarck. Les autres postes sont en 1872 conseiller d'ambassade à Saint-Pétersbourg, en 1876 consul général à Bucarest, en 1879 ministre résident à Darmstadt, en 1882 envoyé à La Haye, en 1884 à Washington, en 1888 à Bruxelles et enfin de 1900 à 1905 ambassadeur à Saint-Pétersbourg.
Selon le jugement du chancelier Bismarck, il est l'un de ses meilleurs employés de l'Office des Affaires étrangères. Il le propose donc en 1890 comme successeur de son fils Herbert von Bismarck comme secrétaire d'État aux Affaires étrangères. Malgré les sollicitations de l'empereur Guillaume II, de Leo von Caprivi et de Herbert von Bismarck, il refuse de prendre la direction de l'Office, ainsi qu'en 1893, le poste d'ambassadeur à Washington. En tant qu'ambassadeur à Saint-Pétersbourg, il s'éloigne plusieurs fois des méthodes politiques de l'Office des Affaires étrangères pour tenter de lutter contre l'isolement de l'Allemagne.
Quand il prend sa retraite à l'âge de 69 ans après 45 ans de service, il reçoit l'ordre de l’Aigle noir, la distinction la plus grande de la Prusse. En 1906, il est nommé membre à vie de la Chambre des seigneurs de Prusse. Après sa retraite, il consacre ses dernières années à la gestion de ses domaines à Erxleben.